# ГЕС Adjarala
ГЕС Adjarala – гідроелектростанція на кордоні Того та Беніну, введення якої в експлуатацію заплановане на кінець 2010-х років. Знаходячись нижче від ГЕС Нангбето, вона становитиме другий та одночасно нижній ступінь в каскаді на річці Моно, котра тече у меридіональному напрямку та впадає у Lagune de Grand-Popo, відділену косою від Гвінейської затоки.
Річку перекриють комбінованою греблею, яка включатиме кам’яно-накидну та земляну частини. Максимальна висота першої складатиме 49,5 метрів при довжині 800 метрів, земляна складова буде значно нижче – до 33 метрів, але вдвічі довше. Загальний об’єм тіла греблі складе 3,1 млн м3. Вона утримуватиме витягнуте по долині річки на 37 кілометрів водосховище із площею поверхні 95 км2 та об’ємом 625 млн м3.
Із сховища вода через дві галереї довжиною 155 метрів та діаметром 5,75 метра подаватиметься до машинного залу. Його обладнають трьома турбінами типу Френсіс потужністю по 49 МВт, які при напорі у 56 метрів мають забезпечити виробництво 461 млн кВт-год електроенергії на рік.
Видача продукції відбуватиметься по ЛЕП довжиною 396 км, розрахованій на напругу 161 кВ.
Окрім виробництва електроенергії, гідрокомплекс забезпечуватиме зрошення 40 тисяч гектарів земель та протиповеневий захист.
Спорудження ГЕС розпочала весною 2016 року китайська компанія. Шлях до цього відкрила угода між Урядами Беніну та Того і Експортно-імпортним банком Китаю про надання фінансування в обсязі понад 550 млн доларів США. Станом на вересень 2017-го на місці майбутньої станції фактично велись будівельні роботи.